# Championnat de Pologne de football 2007-2008
Navigation
Édition précédente Édition suivante
La saison 2007-2008 du championnat de Pologne est la 82e saison de l'histoire de la compétition, la 74e sous l'appellation « I liga ». Cette édition a été remportée par le Wisła Cracovie, devant le Legia Varsovie.

## Les clubs participants

### Dernière montée
| Club                  | Dernière montée | Club                  | Dernière montée |
| --------------------- | --------------- | --------------------- | --------------- |
| Legia Varsovie        | 1948            | GKS Bełchatów         | 2005            |
| Górnik Zabrze         | 1979            | Korona Kielce         | 2005            |
| Wisła Cracovie        | 1995            | ŁKS Łódź              | 2006            |
| Odra Wodzisław Śląski | 1996            | Widzew Łódź           | 2006            |
| Dyskobolia            | 1999            | Jagiellonia Białystok | 2007            |
| Lech Poznań           | 2002            | Polonia Bytom         | 2007            |
| KS Cracovia           | 2004            | Ruch Chorzów          | 2007            |
| Zagłębie Lubin        | 2004            | Zagłębie Sosnowiec    | 2007            |

### Présentation
| Club                  | Ville                 | Stade                     | Capacité | Saison 2006-07        |
| --------------------- | --------------------- | ------------------------- | -------- | --------------------- |
| Dyskobolia            | Grodzisk Wielkopolski | Dyskobolia Stadium        | 6,800    | 5e de la Ekstraklasa  |
| GKS Bełchatów         | Bełchatów             | Stadion GKS               | 6,870    | 2e de la Ekstraklasa  |
| Górnik Zabrze         | Zabrze                | Stade Ernest Pohl         | 17,772   | 14e de la Ekstraklasa |
| Jagiellonia Białystok | Białystok             | Hetman Stadium            | 7,500    | 2e de la II Liga      |
| Korona Kielce         | Kielce                | Stade Miejski             | 15,500   | 7e de la Ekstraklasa  |
| KS Cracovia           | Cracovie              | Stade Jean-Paul II        | 6,500    | 4e de la Ekstraklasa  |
| Lech Poznań           | Poznań                | Stade Municipal           | 24,166   | 6e de la Ekstraklasa  |
| Legia Varsovie        | Varsovie              | Stade Wojska Polskiego    | 15,378   | 3e de la Liga         |
| LKS Łódź              | Lódź                  | Stadion ŁKS               | 15,000   | 9e de la Ekstraklasa  |
| Odra Wodzisław Śląski | Wodzisław Śląski      | MOSiR Stadium             | 6,700    | 10e de la Ekstraklasa |
| Polonia Bytom         | Bytom                 | Stade Edwarda Szymkowiaka | 10,000   | 3e de la II Liga      |
| Ruch Chorzów          | Chorzów               | Stadion Ruchu             | 10,000   | 1er de la II Liga     |
| Widzew Łódź           | Lódź                  | Stadion Widzewa           | 9,892    | 12e de la Ekstraklasa |
| Wisła Cracovie        | Cracovie              | Stade Henryk Reyman       | 20,732   | 8e de la Ekstraklasa  |
| Zagłębie Lubin        | Lubin                 | Stadion Zagłębia          | 15,000   | 1er de la Ekstraklasa |
| Zagłębie Sosnowiec    | Sosnowiec             | Stadion Ludowy            | 10,000   | 4e de la II Liga      |

## Compétition

### Moments forts de la saison
Cette édition 2007-2008 de la Orange Ekstraklasa, troisième du nom, voit en début de saison les promus surprendre et bien commencer l'année, à la manière du championnat de France. Côté gros clubs, le Legia Varsovie fait bonne figure, ainsi que Wisła Cracovie ou le Dyskobolia Grodzisk Wielkopolski. 
À la mi-saison, le Wisła semble d'ores et déjà intouchable devant, préservant son invincibilité. Derrière, le Legia Varsovie ou le Korona Kielce font partie des prétendants au podium. En queue de peloton, le Zagłębie Sosnowiec est presque condamné à la descente, comme le ŁKS Łódź. Six journées plus tard, le Wisła Cracovie est seul en tête, et compte 13 points d'avance sur le second, le Dyskobolia Grodzisk Wielkopolski. Sosnowiec ne se fait plus d'illusions sur son avenir en première division. 
Après la 25e journée, le Wisła est pratiquement assuré du titre, possédant 15 points d'avance sur le deuxième. En effet, même si tout n'est mathématiquement pas joué, Cracovie a une trop importante différence de buts (+43) par rapport à son rival (+25). La lutte pour la Coupe UEFA est serrée, avec Grodzisk Wielkopolski, Varsovie et Poznań qui se disputent le billet qualificatif pour le premier tour. En bas de tableau, Sosnowiec coule. À la suite d'affaires de corruption, le Widzew Łódź est relégué automatiquement en division inférieure.
Le 20 avril 2008, le Wisła est déclaré officiellement champion de Pologne, à la suite de sa victoire 2-1 lors du derby de Cracovie, mais surtout grâce à celle du Lech Poznań, qui remonte sur le podium, contre le Dyskobolia. Le Zagłębie Sosnowiec est quant à lui officiellement relégué en deuxième division. Lors de la 27e journée, on assiste à un “fait marquant” de la saison, mais qui reste anecdotique : le Wisła Cracovie subit son premier revers de la saison, contre le Legia Varsovie, qui remonte à l'occasion sur le deuxième marche du podium. 
À une journée de la fin, le Legia compte 3 points d'avance sur ses concurrents, et n'a besoin que d'un point pour accéder à la Coupe UEFA. 4e, le Lech Poznań est déjà assuré de disputer l'Europe l'année prochaine, puisque le Dyskobolia fusionnera avec le Polonia Varsovie et laisse donc à l'équipe qui le suit la place européenne.
Lors de la 30e et dernière journée, le Legia Varsovie décroche la place de second, grâce à une victoire 3-1 sur le Polonia Bytom, qui lui frôle la relégation. Le Dyskobolia complète le podium, et devance le Lech Poznań. Le KS Cracovia, 7e, profite de l'affaire de corruption qui condamne le Zagłębie Lubin et le Korona Kielce pour se qualifier pour la Coupe Intertoto. En effet, le dernier billet destiné à la Coupe de Pologne est reversé à l'équipe se classant 3e (la finale opposant le Wisła au Legia, les deux premiers du classement), et donc le suivant disputera l'Intertoto. Plus bas, le ŁKS Łódź effectue une remontée miraculeuse, atteignant la 11e place. Classé 14e, le Jagiellonia Białystok évite les barrages, les places de relégation étant déjà attribuées aux équipes corrompues : le Zagłębie, le Korona, le Widzew et Sosnowiec.

### Classement
| Rang | Équipe                    | Pts | J  | G  | N  | P  | Bp | Bc | Diff |
| ---- | ------------------------- | --- | -- | -- | -- | -- | -- | -- | ---- |
| 1    | Wisła Cracovie            | 77  | 30 | 24 | 5  | 1  | 68 | 18 | +50  |
| 2    | Legia Varsovie (C)        | 63  | 30 | 20 | 3  | 7  | 48 | 17 | +31  |
| 3    | Dyskobolia (L)            | 60  | 30 | 18 | 6  | 6  | 52 | 24 | +28  |
| 4    | Lech Poznań               | 57  | 30 | 17 | 6  | 7  | 55 | 32 | +23  |
| 5    | Zagłębie Lubin (T)        | 52  | 30 | 15 | 7  | 8  | 43 | 30 | +13  |
| 6    | Korona Kielce             | 51  | 30 | 15 | 6  | 9  | 38 | 32 | +6   |
| 7    | KS Cracovia               | 39  | 30 | 10 | 6  | 14 | 30 | 32 | -2   |
| 8    | Górnik Zabrze             | 39  | 30 | 11 | 6  | 13 | 34 | 39 | -5   |
| 9    | GKS Bełchatów             | 38  | 30 | 9  | 11 | 10 | 26 | 32 | -6   |
| 10   | Ruch Chorzów (P)          | 34  | 30 | 8  | 10 | 12 | 35 | 41 | -6   |
| 11   | ŁKS Łódź                  | 30  | 30 | 7  | 9  | 14 | 25 | 31 | -6   |
| 12   | Odra Wodzisław Śląski     | 29  | 30 | 8  | 5  | 17 | 28 | 47 | -19  |
| 13   | Polonia Bytom (P)         | 28  | 30 | 7  | 7  | 16 | 22 | 45 | -23  |
| 14   | Jagiellonia Białystok (P) | 27  | 30 | 7  | 6  | 17 | 27 | 57 | -30  |
| 15   | Widzew Łódź               | 26  | 30 | 5  | 11 | 14 | 27 | 42 | -15  |
| 16   | Zagłębie Sosnowiec (P)    | 16  | 30 | 4  | 4  | 22 | 19 | 58 | -39  |

| Légende : Qualifications et relégations | Légende : Qualifications et relégations |
| --------------------------------------- | --- |
|                                         | Ligue des Champions 2008-2009 (Second tour de qualification)                                                                                                   |
|                                         | Coupe UEFA 2008-2009 (Premier tour préliminaire) |
|                                         | Coupe Intertoto 2008 (Premier tour) |
|                                         | Relégation en I Liga |
|                                         | Relégation en II Liga |
|                                         | (T) : Tenant du titre 2006-2007 (C) : Vainqueurs de la Coupe de Pologne 2007-2008 (L) : Vainqueurs de la Coupe de la Ligue 2007-2008 (P) : Promus en 2007-2008 |

### Tableau des rencontres par équipe
| Clubs | Clubs                 | LUB | GKS | LEG | CRA | DYS | LEC | KOR | WIS | LKS | ODR | WID | GOR | RUC | JAG | POL | ZAG |
| 1.    | Zagłębie Lubin        |     | 1-0 | 0-2 | 3-1 | 1-2 | 1-1 | 1-0 | 0-1 | 2-1 | 3-0 | 2-1 | 1-1 | 2-1 | 5-2 | 0-0 | 2-1 |
| 2.    | GKS Bełchatów         | 0-1 |     | 2-2 | 1-1 | 0-4 | 0-3 | 2-0 | 0-0 | 1-0 | 3-1 | 3-1 | 0-0 | 2-0 | 2-0 | 0-3 | 2-0 |
| 3.    | Legia Varsovie        | 3-0 | 4-1 |     | 1-0 | 1-0 | 0-1 | 2-0 | 2-1 | 2-1 | 0-1 | 3-1 | 2-0 | 2-0 | 0-0 | 3-1 | 5-0 |
| 4.    | KS Cracovia           | 1-2 | 0-2 | 0-2 |     | 3-1 | 3-2 | 1-1 | 1-2 | 0-0 | 3-0 | 1-0 | 3-0 | 1-0 | 2-0 | 1-1 | 1-0 |
| 5.    | Dyskobolia            | 2-0 | 0-0 | 1-0 | 0-0 |     | 1-0 | 4-0 | 0-0 | 2-0 | 0-0 | 3-0 | 3-1 | 1-4 | 3-1 | 5-0 | 3-0 |
| 6.    | Lech Poznań           | 0-0 | 1-1 | 1-0 | 3-1 | 2-1 |     | 1-0 | 1-2 | 1-2 | 2-0 | 1-0 | 4-1 | 6-2 | 6-1 | 1-0 | 4-2 |
| 7.    | Korona Kielce         | 1-4 | 2-2 | 1-0 | 2-0 | 1-1 | 1-0 |     | 1-1 | 2-0 | 2-0 | 1-1 | 3-2 | 0-2 | 1-0 | 4-0 | 2-0 |
| 8.    | Wisła Cracovie        | 2-1 | 2-0 | 1-0 | 2-1 | 3-0 | 4-2 | 4-0 |     | 5-2 | 0-0 | 1-0 | 2-0 | 2-0 | 5-0 | 5-0 | 4-0 |
| 9.    | ŁKS Łódź              | 2-1 | 2-0 | 0-1 | 0-0 | 1-2 | 1-2 | 0-1 | 0-1 |     | 0-1 | 2-0 | 0-1 | 1-1 | 0-0 | 0-0 | 3-0 |
| 10.   | Odra Wodzisław Śląski | 1-3 | 1-0 | 0-2 | 0-1 | 2-3 | 1-2 | 1-0 | 2-2 | 2-2 |     | 1-1 | 0-2 | 2-0 | 1-3 | 0-2 | 1-0 |
| 11.   | Widzew Łódź           | 1-1 | 0-0 | 0-1 | 2-0 | 1-0 | 1-1 | 0-2 | 1-3 | 0-0 | 4-3 |     | 2-1 | 2-2 | 2-0 | 2-4 | 0-1 |
| 12.   | Górnik Zabrze         | 0-1 | 2-0 | 0-3 | 1-0 | 0-0 | 0-1 | 0-3 | 1-3 | 1-1 | 1-0 | 1-1 |     | 1-0 | 3-0 | 4-0 | 4-2 |
| 13.   | Ruch Chorzów          | 2-2 | 1-1 | 0-0 | 2-0 | 1-2 | 0-2 | 1-2 | 0-3 | 0-0 | 3-2 | 1-1 | 3-2 |     | 4-0 | 2-0 | 1-0 |
| 14.   | Jagiellonia Białystok | 0-0 | 0-1 | 1-2 | 0-2 | 1-3 | 4-2 | 0-0 | 1-2 | 1-0 | 2-3 | 2-1 | 1-1 | 1-1 |     | 2-1 | 2-1 |
| 15.   | Polonia Bytom         | 1-0 | 0-0 | 1-2 | 1-0 | 0-2 | 2-2 | 0-2 | 1-2 | 0-1 | 1-0 | 1-1 | 0-1 | 1-1 | 0-1 |     | 1-0 |
| 16.   | Zagłębie Sosnowiec    | 0-3 | 0-0 | 2-1 | 1-2 | 1-3 | 0-0 | 2-3 | 1-3 | 1-3 | 0-2 | 0-0 | 0-2 | 0-0 | 3-1 | 1-0 |     |

|  | Victoire à domicile |  | Match nul |  | Défaite à domicile |

## Bilan de la saison
| Tableau d'Honneur |                |
| Compétition       | Vainqueur      |
| Ekstraklasa       | Wisła Cracovie |
| Coupe de Pologne  | Legia Varsovie |
| Coupe de la Ligue | Dyskobolia     |

| Promotions et relégations |                                                             |
| Relégués en I Liga        | Zagłębie Lubin Korona Kielce Widzew Łódź Zagłębie Sosnowiec |
| Promus de II Liga         | Lechia Gdańsk Śląsk Wrocław Piast Gliwice Arka Gdynia       |

| Qualifications européennes 2008-2009 |                            |
| Ligue des Champions                  | Qualifié                   |
| 2e tour de qualification             | Wisła Cracovie             |
| Coupe UEFA                           | Qualifiés                  |
| 1er tour préliminaire                | Legia Varsovie Lech Poznań |
| Coupe Intertoto                      | Qualifiés                  |
| 1er tour                             | KS Cracovia                |

## Statistiques

### Affluences
| Club                  | Affluence moyenne  |
| --------------------- | ------------------ |
| GKS Bełchatów         | 3 633 spectateurs  |
| KS Cracovia           | 2 890 spectateurs  |
| Dyskobolia            | 2 546 spectateurs  |
| Górnik Zabrze         | 13 059 spectateurs |
| Jagiellonia Białystok | 7 900 spectateurs  |
| Korona Kielce         | 9 302 spectateurs  |
| Lech Poznań           | 18 010 spectateurs |
| Legia Varsovie        | 8 333 spectateurs  |
| ŁKS Łódź              | 4 900 spectateurs  |
| Polonia Bytom         | 3 478 spectateurs  |
| Ruch Chorzów          | 9 546 spectateurs  |
| Odra Wodzisław Śląski | 3 161 spectateurs  |
| Widzew Łódź           | 6 280 spectateurs  |
| Wisła Cracovie        | 14 967 spectateurs |
| Zagłębie Lubin        | 5 820 spectateurs  |
| Zagłębie Sosnowiec    | 3 433 spectateurs  |

## Meilleurs buteurs
| # | Joueur            | Équipe         | Buts |
| - | ----------------- | -------------- | ---- |
| 1 | Paweł Brożek      | Wisła Cracovie | 23   |
| 2 | Adrian Sikora     | Dyskobolia     | 16   |
|   | Marek Zieńczuk    | Wisła Cracovie | 16   |
| 4 | Takesure Chinyama | Legia Varsovie | 15   |
| 5 | Hernán Rengifo    | Lech Poznań    | 12   |
| 6 | Dawid Jarka       | Górnik Zabrze  | 11   |
| 7 | Edi               | Korona Kielce  | 10   |
|   | Maciej Iwański    | Zagłębie Lubin | 10   |
|   | Marcin Robak      | Korona Kielce  | 10   |
|   | Tomasz Zahorski   | Górnik Zabrze  | 10   |

## Meilleurs passeurs
| #  | Joueur            | Équipe         | Passes |
| -- | ----------------- | -------------- | ------ |
| 1  | Marek Zieńczuk    | Wisła Cracovie | 11     |
| 2  | Maciej Iwański    | Zagłębie Lubin | 9      |
| 3  | Jerzy Brzęczek    | Górnik Zabrze  | 8      |
|    | Roger             | Legia Varsovie | 8      |
| 5  | Pavol Baláž (en)  | Ruch Chorzów   | 7      |
|    | Piotr Piechniak   | Dyskobolia     | 7      |
|    | Piotr Reiss       | Lech Poznań    | 7      |
|    | Adrian Sikora     | Dyskobolia     | 7      |
|    | Marcin Zając      | Lech Poznań    | 7      |
| 10 | Radosław Majewski | Dyskobolia     | 6      |